# Courtedoux
Courtedoux (ancien nom allemand : Ludolfsdorf) est une commune suisse du canton du Jura.

## Géographie

Photo aérienne (1950)

Courtedoux est situé dans le district de Porrentruy, dans le Jura. Le village domine la plaine du Creugenat.
Le territoire de Courtedoux s'étend sur 8,22 km2. Lors du relevé de 2013-2018, les surfaces d'habitations et d'infrastructures représentaient 11,0 % de sa superficie, les surfaces agricoles 50,2 %, les surfaces boisées 37,9 % et les surfaces improductives 0,1 %.

## Toponymie
Le village est attesté en 814 comme « Curtis Udulphi ». Le nom de la commune est une formation romane de « corte », signifiant « ferme », « hameau » ou « domaine agricole », et du nom d'un homme germanique, « Holdwulf » ou « Holdolf ». Courtedoux signifie ainsi « village de Holdwulf ».

## Histoire
Au IXe siècle, Courtedoux figure parmi les possessions de l'abbaye de Saint-Ursanne. Les sires d'Asuel y possèdent un domaine, cédé en 1241 à l'évêque de Bâle. La paroisse relève du diocèse de Besançon jusqu'en 1779, puis du diocèse de Bâle. L'église Saint-Martin, bâtie en 1389, est reconstruite en 1835. Sous l'Ancien Régime, Courtedoux est le chef-lieu de la grande mairie ajoulote du même nom.
Après l'annexion aux départements français du Mont-Terrible et du Haut-Rhin (1793-1813), Courtedoux passe au canton de Berne (1815-1978). Elle devient une commune mixte dès 1836. Au XIXe siècle, l'agriculture est la principale activité. Au XXe siècle, quelques petites entreprises industrielles subsistent. L'aérodrome de Porrentruy-Courtedoux est construit en 1946. En 1974, la commune connait un remaniement parcellaire et est depuis devenue une zone résidentielle de Porrentruy.

## Démographie

### Évolution de la population
La commune compte 774 habitants au 31 décembre 2023 pour une densité de population de 94 hab/km2. Sur la période 2010-2023, sa population a augmenté de 7,4 % (canton : 6,4 % ; Suisse : 9,4 %).  

### Pyramide des âges
En 2023, le taux de personnes de moins de 30 ans s'élève à 30,8 %, au-dessous de la valeur cantonale (32,1 %). Le taux de personnes de plus de 60 ans est quant à lui de 34,3 %, alors qu'il est de 29,4 % au niveau cantonal.
La même année, la commune compte 366 hommes pour 408 femmes, soit un taux de 47,3 % d'hommes, inférieur à celui du canton (49,5 %).
| Hommes | Classe d’âge | Femmes |
| ------ | ------------ | ------ |
| 2,2    | 90 ans ou +  | 3,4    |
| 10,9   | 75 à 89 ans  | 11,5   |
| 20,5   | 60 à 74 ans  | 20,1   |
| 18,9   | 45 à 59 ans  | 20,1   |
| 15,3   | 30 à 44 ans  | 15,7   |
| 13,4   | 15 à 29 ans  | 15,0   |
| 18,9   | - de 14 ans  | 14,2   |

| Hommes | Classe d’âge | Femmes |
| ------ | ------------ | ------ |
| 0,7    | 90 ans ou +  | 1,8    |
| 8,6    | 75 à 89 ans  | 10,7   |
| 18,2   | 60 à 74 ans  | 18,8   |
| 20,3   | 45 à 59 ans  | 20,5   |
| 18,4   | 30 à 44 ans  | 17,8   |
| 18,1   | 15 à 29 ans  | 16,0   |
| 15,6   | - de 14 ans  | 14,4   |

## Culture locale et patrimoine
Pistes de dinosaures. Site sur lequel ont été découvertes plus de 500 empreintes.